# Homo faber (novela)
Homo Faber es una novela publicada por primera vez en 1957. Su autor es el dramaturgo y novelista suizo Max Frisch. Es considerada una de las obras más importantes de la literatura contemporánea.
Es una novela cuyo tema principal es la superación de una identidad falsa. Su protagonista, el ingeniero Walter Faber, es fiel seguidor de una visión matemática y racional de la realidad sustentada en el cálculo de probabilidades. Ve cómo la casualidad irrumpe en su vida cuando se enamora y entabla una relación en un viaje por Europa con la joven Sabeth. Gracias a ella, Faber, conoce la importancia de lo irracional.

## Argumento
En la década de los años 30, Walter Faber, es un ingeniero que trabaja en el Instituto Federal Tecnológico Suizo de Zúrich. Allí conoce a una joven, llamada Hanna. Ambos se enamoran y mantienen un noviazgo. Un día, Walter recibe una oferta de trabajo de la UNESCO para ir a trabajar a Bagdad que acepta. Antes de marcharse, Walter conoce que Hanna está embarazada. Walter le pide a su amigo y médico, Joaquim que cuide de ella.
Debido a su trabajo, Walter realiza muchos viajes alrededor del mundo. En uno de ellos en el que se dirige a Venezuela, su avión sufre un accidente. Allí conoce a Herbert, un hombre alemán. Durante los días que pasan en el lugar del accidente hasta que les vayan a buscar, ambos se hacen amigos. Walter se entera de que ese hombre es el hermano de su amigo Joaquim. Este va en busca de su hermano y Walter decide acompañarlo. Al llegar allí ven que Joaquim se había colgado. Walter decide regresar a Nueva York, lugar en el que vive, mientras que Herbert decide quedarse allí. Walter, cansado de su amante, Ivy, decide marcharse a Europa en un barco. Allí conoce a una joven llamada Sabeth (Elisabeth). En un primer momento Walter se enamora de ella. Ambos realizan un viaje por toda Europa. Poco a poco, Faber va conociendo más a la chica. Consigue saber que la madre de esta se llama Hanna y se va dando cuenta de que Sabeth es hija de la joven de la que había estado enamorado en su juventud. Hanna se encuentra en Grecia y Sabeth quiere ir a verla. Un día, mientras ambos están en una playa, una serpiente venenosa muerde a Sabeth. Al intentar huir de ella, Sabeth se precipita por una colina y recibe un golpe en la cabeza. Walter la consigue llevar a un hospital tras pasar por muchas dificultades. Allí, Hanna y Walter se vuelven a ver tras muchos años. Al principio, Hanna no quiere saber mucho acerca del señor Faber. Poco a poco, ambos van recordando hechos pasados de sus vidas y Hanna le admite a Walter que Sabeth es hija de los dos.
Tras varios días ingresada, Sabeth muere debido a una lesión que había sufrido en el cráneo tras golpearse contra el suelo. Poco después, a Walter le es diagnosticado un cáncer de estómago. Vuelve a realizar un viaje para volver a visitar al hermano de Joaquim y por varios sitios más de Europa. Siente nostalgia por la vida, ya que nunca más podrá ver a su hija, ya muerta. No tiene ganas de vivir. Más tarde es hospitalizado, para ser operado de su cáncer. En el hospital recibe la visita y apoyo de Hanna. Allí, escribe un diario. Walter sabe que va a morir, pero está tranquilo porque sabe que Hanna permanecerá en Atenas, ya que no será capaz de abandonar el lugar donde está la tumba de su hija.

## Personajes
- Walter Faber: Es un ingeniero suizo que está a punto de cumplir 50 años. Se caracteriza por tener siempre bajo control tanto las cosas como las personas que lo rodean. Cree que todo se rige por la ley de la probabilidad. Trabaja para la UNESCO y está continuamente viajando por motivos de trabajo. Es un hombre culto y  apasionado por las nuevas tecnologías. Viaja siempre acompañado de su maquinilla de afeitar, su cámara de video y su ´Hermes-Baby´ para realizar sus anotaciones.
- Sabeth (Elizabeth): Es una joven alemana de unos veinte años. Es muy bella. Es hija de Hanna y de Walter, aunque este último no lo sabe. Viaja en el barco junto a un joven, que parece ser su novio, pero que en realidad ella no le hace mucho caso. Está realizando un viaje por Europa que finalizará en Atenas (Grecia) donde vive su madre y a la que va a visitar. Un día sufre un golpe en la cabeza, en una playa, tras sufrir la mordedura de una serpiente. Este golpe hace que sea llevada al hospital donde muere.
- Hanna: Es una mujer que trabaja como profesora en Atenas. Durante su juventud estudió en la misma universidad que Walter. Allí, se conocen y mantienen un noviazgo. Cuando Walter acepta su oferta de trabajo en Bagdad, esta le dice que está embarazada. En un primer momento quiere abortar, pero es tratada por Joaquim, el médico amigo de Walter, y finalmente tiene a su hija, a la que llama Elisabeth. A su vez, mantiene un romance con Joaquim, y se casan. Tras unos años, estos se separan. Todavía quiere y recuerda a Walter. Durante la estancia de Walter en el hospital, no se separa de él y le va a visitar todos los días.
- Joaquim Hencke: Es un médico amigo desde la infancia de Walter. Cuando Walter acepta su oferta de trabajo le pide a este que trate el embarazo de su novia Hanna. Ambos se enamoran y se casan. Unos años después, Hanna y Joaquim se separan y este decide viajar a Corinto. Allí permanece un tiempo. Cuando Walter y Herbert llegan a Corinto lo ven colgado en una cabaña.
- Herbert Hencke: Es el hermano de Joaquim. Walter lo conoce en el viaje de avión a México. Mantienen una gran amistad durante los días que están en el desierto tras el accidente que ha sufrido su avión. Con ello, Walter decide acompañarlo a Corinto, donde va a ver a su hermano Joaquim. Durante el viaje en avión, Walter descubre que es hermano de su amigo médico. Cuando ambos llegan allí, ven a Joaquim muerto. Por ello, Herbert decide quedarse allí como su hermano. Tras la muerte de Sabeth, Walter va a visitarle de nuevo.

## Temática
Hay varios temas importantes en la novela.
- La tecnología como filosofía describe la creencia de que todo es posible y que la tecnología permite a las personas controlar todos los aspectos de sus vidas. Este punto de vista se contradice a lo largo de la novela.
- El destino frente a la coincidencia. Los acontecimientos de Homo Faber se presentan de tal manera que parecen ser una cadena de coincidencias que resultan poco probables.
- Los viajes juegan un papel importante en la novela. Walter está constantemente en movimiento, visitando varios continentes, países, y ciudades. En la obra se citan países como Estados Unidos, Cuba, México, Francia, Italia, Grecia o Alemania.
- Los medios tecnológicos. A lo largo de la obra se citan numerosas invenciones tecnológicas como medios de transporte (aviones, automóviles, etc.), utensilios cotidianos (máquina de afeitar) y otros objetos, como una especie de agenda electrónica en la que Faber realizaba sus anotaciones (denominada en la obra ´Hermes- Baby´) o una cámara de video. En este sentido se puede considerar a Homo Faber como una novela muy adelantada a su época.

## Estructura de la obra
Los hechos de la novela Homo Faber no siguen un orden determinado, sino que está compuesta por numerosos flashback y flashforward. La obra se estructura en dos partes, conocidas como ´Primera etapa´ y ´Segunda etapa´: 
- La primera etapa está compuesta por la narración de la historia. En ella se combinan ´flashback´ con prospecciones en el tiempo.

- La segunda etapa combina la narración de la historia con un diario que Walter Faber escribe durante su estancia en el hospital de Atenas. En ella se narra lo ocurrido después de la muerte de Sabeth. El lector percibe el bajo estado de ánimo del señor Faber, debido al hecho anterior y a que empieza a presentar los primeros síntomas de su enfermedad (el cáncer). A su vez, en el diario, da detalles de su estancia en el hospital, de cómo recibe cada día la visita de Hanna y realiza una reflexión en la que se culpa de la muerte de su hija.

## Adaptación cinematográfica
En el año 1991, coincidiendo con la muerte de Max Frisch, el director alemán Volker Schlöndorff realizó una adaptación cinematográfica de la novela Homo Faber. El reparto está formado por Sam Shepard, Julie Delpy y Barbara Sukowa. Solo está producida en alemán (donde conserva su título original ´Homo Faber´) y en inglés (´Voyager´).
La película es ganadora del Premio a la Mejor Producción por el Festival de Cine Bávaro y el Premio a la Mejor Película Alemana en el Festival Internacional de Berlín. También recibió tres nominaciones a los Premios del Cine Europeo a la Mejor Producción (Eberhard Junkersdorf); Mejor Actriz (Julie Delpy) y Mejor Actriz de Reparto (Barbara Sukowa).
Recibió buenas críticas por parte de los profesionales, que la califican como una gran adaptación a la novela y una película que recuerda a las producidas en los años 50. Consideran a ´Homo Faber´ como una de las mejores representaciones del actor Sam Shepard.